# الحبيل الأوسط (حبيل جبر)

تعديل مصدري - تعديل

الحبيل الأوسط هي إحدى قرى عزلة حبيل جبر بمديرية حبيل جبر التابعة لمحافظة لحج، بلغ تعداد سكانها 186 نسمة حسب تعداد اليمن لعام 2004.